# Seconda Divisione Basilicata 1949-1950
Fu il sesto livello del campionato italiano di calcio e la 1ª edizione ufficiale di un campionato regionale lucano.
La Seconda Divisione fu quindi il massimo e unico campionato regionale di calcio disputato in Basilicata nella stagione 1949-1950.
Alle dimissioni in data 6 giugno 1949 del precedente Commissario Provinciale di Potenza, il dottor Giovanni Brienza, la F.I.G.C. nominò a luglio quale nuovo Commissario l'avvocato Umberto Di Pasca.

Questi, già Commissario della Lega Giovanile di Potenza, ereditò una situazione veramente precaria: 6 sole società affiliate, seimila lire in cassa, una macchina da scrivere e solo due campi di calcio disponibili (quello del Potenza e del Matera).

Posta la sede del Commissariato Provinciale nel suo retrobottega, l'avvocato si dette molto da fare: arrivarono le affiliazioni di ben 30 nuove società sportive.

Fortemente condizionato dalla mancanza di campi sportivi per poter indire in tempo il campionato di Prima Divisione e quindi poter agganciare la vincente alle finali per la promozione in Promozione, riuscì soltanto a organizzare un campionato di Seconda Divisione facendolo partire solo alla fine di marzo. Infatti il 19 marzo del 1950 si tenne a Potenza la prima assemblea delle società sportive lucane nella quale entrarono anche rappresentanti di Lagonegro, Latronico, Castelluccio e Maratea. 27 squadre furono divise in 7 gironi ed il campionato venne vinto dalla Juventina Potenza. Intanto, ad aprile, portando alla F.I.G.C. l'elenco delle nuove società affiliate e l'andamento della stagione sportiva 1949-1950, Di Pasca ottenne l'elevazione del Commissariato Provinciale a Lega Regionale Lucana e quindi solo dalla stagione successiva indire il campionato lucano di Prima Divisione, cui presero parte 19 società, ridotte poi a 18 per l'esclusione della Murese. Tuttavia il Matera, in qualità di migliore e più attrezzata squadra della Lega Regionale Lucana, venne iscritta fin dall'inizio alla Lega Interregionale Sud e quindi ammessa al campionato di Promozione dove già militava il Potenza.
Questi sono i gironi organizzati dal Commissariato Provinciale di Potenza per la regione Basilicata.

## Girone A - Zona del Vulture

### Squadre partecipanti
| Club              | Città (provincia)       |
| ----------------- | ----------------------- |
| U.S. G. Fortunato | Rionero in Vulture (PZ) |
| U.S. Lavello      | Lavello (PZ)            |
| U.S. Melfi        | Melfi (PZ)              |
| U.S. Venusia      | Venosa (PZ)             |

Nel girone del Vulture era presente anche l'U.S. Scanderberg di Maschito che però si è ritirato alla seconda giornata. Il calendario fu quindi cambiato in corso d'opera.

### Classifica finale
|  | Pos. | Squadra      | Pt | G | V | N | P | GF | GS | DR  |
|  | ---- | ------------ | -- | - | - | - | - | -- | -- | --- |
|  | 1.   | Venusia      | 11 | 6 | 5 | 1 | 0 | 26 | 5  | +21 |
|  | 2.   | Lavello      | 7  | 6 | 3 | 1 | 2 | 17 | 11 | +6  |
|  | 3.   | G. Fortunato | 4  | 6 | 2 | 0 | 4 | 14 | 10 | +4  |
|  | 4.   | Melfi        | 2  | 6 | 1 | 0 | 5 | 4  | 35 | -31 |

Legenda:
      Ammesso alla seconda fase.
Regolamento:
Due punti a vittoria, uno a pareggio, zero a sconfitta.

### Risultati

#### Tabellone
|           | FOR  | LAV  | MEL  | VEN  |
| --------- | ---- | ---- | ---- | ---- |
| Fortunato | –––– | 4-0  | 5-0  | 2-4  |
| Lavello   | 2-1  | –––– | 6-2  | 0-2  |
| Melfi     | 2-1  | 0-7  | –––– | 0-6  |
| Venusia   | 2-1  | 2-2  | 10-0 | –––– |

## Girone B - Zona di Pescopagano

### Squadre partecipanti
| Club             | Città (provincia) |
| ---------------- | ----------------- |
| U.S. Muro Lucano | Muro Lucano (PZ)  |
| U.S. Pescopagano | Pescopagano (PZ)  |
| S.S. Fiamma      | Melfi (PZ)        |

Nel girone B era presente anche lo S.C. Potenza B che si è ritirato. Fu quindi previsto un turno di riposo per ogni squadra.

### Classifica finale
|  | Pos. | Squadra     | Pt | G | V | N | P | GF | GS | DR |
|  | ---- | ----------- | -- | - | - | - | - | -- | -- | -- |
|  | 1.   | Muro Lucano | 6  | 4 | 3 | 0 | 1 | 9  | 5  | +4 |
|  | 2.   | Fiamma      | 4  | 4 | 2 | 0 | 2 | 7  | 7  | 0  |
|  | 3.   | Pescopagano | 2  | 4 | 1 | 0 | 3 | 6  | 10 | -4 |

Legenda:
      Ammesso alla seconda fase e in Prima Divisione 1950-1951.
Regolamento:
Due punti a vittoria, uno a pareggio, zero a sconfitta.
Pari merito in caso di pari punti.
Note:
Pescopagano ripescato in Prima Divisione 1950-1951 a completamento organici.
Muro L. - Fiamma 2-1 2 aprile 1950 (riposa Pescopagano)
Muro L. - Pescopagano 3-2 9 aprile 1950 (riposa Fiamma)
Pescopagano - Fiamma 1-2 16 aprile 1950 (riposa Muro L.)
Fiamma - Muro L. 0-3 7 maggio 1950 (riposa Pescopagano)
Pescopagano - Muro L. 2-1 14 maggio 1950 (riposa Fiamma)
Fiamma - Pescopagano 4-1 21 maggio 1950 (riposa Muro L.)

## Girone C - Zona Basento

### Squadre partecipanti
| Club                               | Città (provincia) | Stagione precedente |
| ---------------------------------- | ----------------- | ------------------- |
| U.S. Aviglianese "Emanuele Stolfi" | Avigliano (PZ)    | -                   |
| Pol. Michelino De Bonis            | Pietragalla (PZ)  | -                   |
| U.S. Juventina Potenza             | Potenza           | -                   |

Nel girone del Basento era presente anche il Picerno, probabilmente ritiratosi prima dell'inizio del campionato.

### Classifica finale
|  | Pos. | Squadra            | Pt | G | V | N | P | GF | GS | DR |
|  | ---- | ------------------ | -- | - | - | - | - | -- | -- | -- |
|  | 1.   | Juventina Potenza  | 8  | 4 | 4 | 0 | 0 | ?  | ?  | ?  |
|  | 2.   | Aviglianese Stolfi | 4  | 4 | 2 | 0 | 2 | ?  | ?  | ?  |
|  | 3.   | De Bonis           | 0  | 4 | 0 | 0 | 4 | ?  | ?  | ?  |

Legenda:
      Ammesso alla seconda fase.
Regolamento:
Due punti a vittoria, uno a pareggio, zero a sconfitta.
Juventina - Avigliano 7 maggio 1950 2-0 (riposa De Bonis)

## Girone D - Zona Bradano

### Squadre partecipanti
| Club          | Città (provincia)      | Stagione precedente |
| ------------- | ---------------------- | ------------------- |
| U.S. Ballarin | Montescaglioso (MT)    | -                   |
| U.S. Candela  | Grassano (MT)          | -                   |
| U.S. Diomede  | Tricarico (MT)         | -                   |
| U.S. Spada    | Montalbano Jonico (MT) | -                   |

Nel girone del Bradano al posto del Ballarin compariva l'U.S. Pisticci. Non è chiaro se fosse un refuso o se il club montese prese il posto del Pisticci poco prima dell'avvio del campionato.

### Classifica finale
|  | Pos. | Squadra  | Pt | G | V | N | P | GF | GS | DR |
|  | ---- | -------- | -- | - | - | - | - | -- | -- | -- |
|  | 1.   | Candela  | 8  | 6 | ? | ? | ? | ?  | ?  | ?  |
|  | 2.   | Diomede  | 7  | 6 | ? | ? | ? | ?  | ?  | ?  |
|  | 3.   | Ballarin | 5  | 6 | ? | ? | ? | ?  | ?  | ?  |
|  | 4.   | Spada    | 2  | 6 | ? | ? | ? | ?  | ?  | ?  |

Legenda:
      Ammesso alla seconda fase.
Regolamento:
Due punti a vittoria, uno a pareggio, zero a sconfitta.

## Girone E - Zona Materana

### Squadre partecipanti
| Club                 | Città (provincia)      | Stagione precedente |
| -------------------- | ---------------------- | ------------------- |
| U.S. Aurora          | Montalbano Jonico (MT) | -                   |
| U.S. Ferrandinese    | Ferrandina (MT)        | -                   |
| U.S. La Proletaria   | Bernalda (MT)          | -                   |
| U.S. Montescaglioso  | Montescaglioso (MT)    | -                   |
| A.S. Matera Calcio B | Matera (MT)            | -                   |

Nel girone Materano inizialmente non risultava l'U.S. Ferrandinese. Non è chiaro se fosse un refuso o se il club aragonese si iscrisse successivamente, prima dell'avvio del campionato.

### Classifica finale
|  | Pos. | Squadra             | Pt | G | V | N | P | GF | GS | DR  |
|  | ---- | ------------------- | -- | - | - | - | - | -- | -- | --- |
|  | 1.   | Montescaglioso (-1) | 9  | 8 | 5 | 0 | 3 | 22 | 11 | +11 |
|  | 2.   | Aurora              | 8  | 8 | 4 | 0 | 4 | 21 | 15 | +6  |
|  | 2.   | La Proletaria       | 8  | 8 | 4 | 0 | 4 | 10 | 16 | -6  |
|  | 2.   | Matera              | 8  | 8 | 4 | 0 | 4 | 14 | 11 | +3  |
|  | 5.   | Ferrandinese        | 2  | 8 | 1 | 0 | 7 | 9  | 29 | -20 |

Legenda:
      Ammesso alla seconda fase.
Regolamento:
Due punti a vittoria, uno a pareggio, zero a sconfitta.
Note:
Montescaglioso ha scontato 1 punto di penalizzazione in classifica per abbandono di campo.

### Risultati

#### Tabellone
|                   | AUR  | FER  | LAP  | MAT  | MON  |
| ----------------- | ---- | ---- | ---- | ---- | ---- |
| Aurora Montalbano | –––– | ?-?  | 4-1  | 0-2  | ?-?  |
| Ferrandinese      | ?-?  | –––– | ?-?  | 1-3  | ?-?  |
| La Proletaria     | ?-?  | ?-?  | –––– | 2-1  | ?-?  |
| Matera            | 0-2  | 2-0  | 5-1  | –––– | 0-2  |
| Montescaglioso    | ?-?  | ?-?  | 4-0  | 3-1  | –––– |

#### Calendario
| andata (1ª) | andata (1ª)           | 1ª giornata           | ritorno (6ª) | ritorno (6ª) |
|             |                       |                       |              |              |
| 26 mar.     | 2-0                   | Matera-Ferrandinese   | 3-1          | 30 apr.      |
| 26 mar.     | 2-0                   | Aurora-Montescaglioso | 3-4          | 30 apr.      |
| 26 mar.     | Riposa: La Proletaria |                       |              | 30 apr.      |

| andata (2ª) | andata (2ª)          | 2ª giornata              | ritorno (7ª) | ritorno (7ª) |
|             |                      |                          |              |              |
| 2 apr.      | 1-1                  | La Proletaria-Montalbano | 1-4          | 7 mag.       |
| 2 apr.      | 3-1                  | Montescaglioso-Matera    | 1-4          | 7 mag.       |
| 2 apr.      | Riposa: Ferrandinese |                          |              | 7 mag.       |

| andata (1ª) | andata (1ª)           | 1ª giornata           | ritorno (6ª) | ritorno (6ª) |
|             |                       |                       |              |              |
| 26 mar.     | 2-0                   | Matera-Ferrandinese   | 3-1          | 30 apr.      |
| 26 mar.     | 2-0                   | Aurora-Montescaglioso | 3-4          | 30 apr.      |
| 26 mar.     | Riposa: La Proletaria |                       |              | 30 apr.      |

| andata (2ª) | andata (2ª)          | 2ª giornata              | ritorno (7ª) | ritorno (7ª) |
|             |                      |                          |              |              |
| 2 apr.      | 1-1                  | La Proletaria-Montalbano | 1-4          | 7 mag.       |
| 2 apr.      | 3-1                  | Montescaglioso-Matera    | 1-4          | 7 mag.       |
| 2 apr.      | Riposa: Ferrandinese |                          |              | 7 mag.       |

| andata (3ª) | andata (3ª) | 3ª giornata                 | ritorno (8ª) | ritorno (8ª) |
|             |             |                             |              |              |
| 9 apr.      | 5-1         | Matera-La Proletaria        | 1-2          | 14 mag.      |
| 10 apr.     | 3-1         | Ferrandinese-Montescaglioso | 0-8          | 14 mag.      |
|             |             | Riposa: Aurora              |              | 14 mag.      |

| andata (4ª) | andata (4ª)            | 4ª giornata                | ritorno (9ª) | ritorno (9ª) |
|             |                        |                            |              |              |
| 16 apr.     | 6-4                    | Aurora-Matera              | 1-2          | 18 mag.      |
| 16 apr.     | 0-2                    | Ferrandinese-La Proletaria | 1-2          | 18 mag.      |
| 16 apr.     | Riposa: Montescaglioso |                            |              | 18 mag.      |

| andata (3ª) | andata (3ª) | 3ª giornata                 | ritorno (8ª) | ritorno (8ª) |
|             |             |                             |              |              |
| 9 apr.      | 5-1         | Matera-La Proletaria        | 1-2          | 14 mag.      |
| 10 apr.     | 3-1         | Ferrandinese-Montescaglioso | 0-8          | 14 mag.      |
|             |             | Riposa: Aurora              |              | 14 mag.      |

| andata (4ª) | andata (4ª)            | 4ª giornata                | ritorno (9ª) | ritorno (9ª) |
|             |                        |                            |              |              |
| 16 apr.     | 6-4                    | Aurora-Matera              | 1-2          | 18 mag.      |
| 16 apr.     | 0-2                    | Ferrandinese-La Proletaria | 1-2          | 18 mag.      |
| 16 apr.     | Riposa: Montescaglioso |                            |              | 18 mag.      |

| \| andata (5ª) \| andata (5ª) \| 5ª giornata \| ritorno (10ª) \| ritorno (10ª) \| \| \| \| \| \| \| \| 23 apr. \| 8-1 \| Aurora-Ferrandinese \| 4-3 \| 21 mag. \| \| 4 mag. \| 4-0 \| Montescaglioso-La Proletaria \| 1-0 \| 21 mag. \| \| \| \| Riposa: Matera \| \| 21 mag. \| |             |                              |               |               |
| andata (5ª) | andata (5ª) | 5ª giornata                  | ritorno (10ª) | ritorno (10ª) |
| |             |                              |               |               |
| 23 apr. | 8-1         | Aurora-Ferrandinese          | 4-3           | 21 mag.       |
| 4 mag. | 4-0         | Montescaglioso-La Proletaria | 1-0           | 21 mag.       |
| |             | Riposa: Matera               |               | 21 mag.       |

| andata (5ª) | andata (5ª) | 5ª giornata                  | ritorno (10ª) | ritorno (10ª) |
|             |             |                              |               |               |
| 23 apr.     | 8-1         | Aurora-Ferrandinese          | 4-3           | 21 mag.       |
| 4 mag.      | 4-0         | Montescaglioso-La Proletaria | 1-0           | 21 mag.       |
|             |             | Riposa: Matera               |               | 21 mag.       |

## Girone F - Zona del Tirreno

### Squadre partecipanti
| Club               | Città (provincia)           | Stagione precedente |
| ------------------ | --------------------------- | ------------------- |
| S.S. Alpe          | Latronico (PZ)              | -                   |
| U.S. Castelluccese | Castelluccio Inferiore (PZ) | -                   |
| U.S. La Turrita    | Maratea (PZ)                | -                   |
| Laurus             | Lauria (PZ)                 | -                   |

Nel girone del Tirreno risultava iscritto anche l'U.S. Trecchina, probabilmente ritiratosi prima dell'inizio del campionato. A questo girone inizialmente era stata assegnata la lettera G, non è chiaro se fosse un refuso o se successivamente ci fu l'inversione con il girone dell'Agri, cui era stata assegnata la lettera F.

### Classifica finale
|  | Pos. | Squadra       | Pt | G | V | N | P | GF | GS | DR |
|  | ---- | ------------- | -- | - | - | - | - | -- | -- | -- |
|  | 1.   | La Turrita    | 9  | 6 | ? | ? | ? | ?  | ?  | ?  |
|  | 2.   | Castelluccese | 7  | 6 | ? | ? | ? | ?  | ?  | ?  |
|  | 3.   | Alpe          | 5  | 6 | ? | ? | ? | ?  | ?  | ?  |
|  | 4.   | Laurus        | 2  | 6 | ? | ? | ? | ?  | ?  | ?  |

Legenda:
      Ammesso alla seconda fase.
Regolamento:
Due punti a vittoria, uno a pareggio, zero a sconfitta.
Laurus - Alpe 30 aprile 1950 ?-? 
La Turrita - Castelluccese 30 aprile 1950 2-2
Alpe - La Turrita 7 maggio 1950 3-2
Laurus - Castelluccese 7 maggio 1950 1-1
La Turrita - Alpe 14 maggio 1950 ?-?
Castelluccese - Laurus 14 maggio 1950 ?-?

## Girone G - Zona dell'Agri

### Squadre partecipanti
| Club             | Città (provincia)  | Stagione precedente |
| ---------------- | ------------------ | ------------------- |
| A.S. Astra       | Tramutola (PZ)     | -                   |
| Viggiano         | Viggiano (PZ)      | -                   |
| Marsiconuovo     | Marsico Nuovo (PZ) | -                   |
| U.S. Moliternese | Moliterno (PZ)     | -                   |

Nel girone dell'Agri al posto del Marsiconuovo compariva il Montesano, formazione salernitana. Non è chiaro se fosse un refuso o se il club lucano prese il posto di quello campano poco prima dell'avvio del campionato.

### Classifica finale
|  | Pos. | Squadra      | Pt | G | V | N | P | GF | GS | DR |
|  | ---- | ------------ | -- | - | - | - | - | -- | -- | -- |
|  | 1.   | Astra        | 11 | 6 | 5 | 1 | 0 | ?  | ?  | ?  |
|  | 2.   | Moliternese  | 9  | 6 | 4 | 1 | 1 | ?  | ?  | ?  |
|  | 3.   | Viggiano     | 3  | 6 | 2 | 0 | 4 | ?  | ?  | ?  |
|  | 4.   | Marsiconuovo | 0  | 6 | 0 | 0 | 6 | ?  | ?  | ?  |

Legenda:
      Ammesso alla seconda fase.
Regolamento:
Due punti a vittoria, uno a pareggio, zero a sconfitta.
Note:
Viggiano ha scontato 1 punto di penalizzazione in classifica per ?.
Marsiconuovo - Moliterno 0-5
Viggiano - Astra 0-6

## Seconda Fase

### Girone A

#### Classifica finale
|  | Pos. | Squadra       | Pt | G | V | N | P | GF | GS | DR |
|  | ---- | ------------- | -- | - | - | - | - | -- | -- | -- |
|  | 1.   | La Turrita    | 10 | 6 | ? | ? | ? | ?  | ?  | ?  |
|  | 2.   | Astra         | 9  | 6 | ? | ? | ? | ?  | ?  | ?  |
|  | 3.   | Castelluccese | 3  | 6 | ? | ? | ? | ?  | ?  | ?  |
|  | 4.   | Moliternese   | 0  | 6 | ? | ? | ? | ?  | ?  | ?  |

Legenda:
      Ammesso alla fase finale.
Regolamento:
Due punti a vittoria, uno a pareggio, zero a sconfitta.

### Girone B

#### Classifica finale
|  | Pos. | Squadra            | Pt | G | V | N | P | GF | GS | DR |
|  | ---- | ------------------ | -- | - | - | - | - | -- | -- | -- |
|  | 1.   | Venusia            | 8  | 6 | ? | ? | ? | ?  | ?  | ?  |
|  | 2.   | Lavello            | 6  | 6 | ? | ? | ? | ?  | ?  | ?  |
|  | 3.   | Fiamma             | 5  | 6 | ? | ? | ? | ?  | ?  | ?  |
|  | 4.   | Aviglianese Stolfi | 2  | 6 | ? | ? | ? | ?  | ?  | ?  |

Legenda:
      Ammesso alla fase finale.
Regolamento:
Due punti a vittoria, uno a pareggio, zero a sconfitta.

### Girone C

#### Classifica finale
|  | Pos. | Squadra           | Pt | G | V | N | P | GF | GS | DR |
|  | ---- | ----------------- | -- | - | - | - | - | -- | -- | -- |
|  | 1.   | Aurora Montalbano | 9  | 6 | ? | ? | ? | ?  | ?  | ?  |
|  | 2.   | Candela           | 9  | 6 | ? | ? | ? | ?  | ?  | ?  |
|  | 3.   | La Proletaria     | 4  | 6 | ? | ? | ? | ?  | ?  | ?  |
|  | 4.   | Montescaglioso    | 0  | 6 | ? | ? | ? | ?  | ?  | ?  |

Legenda:
      Ammesso alla fase finale.
Regolamento:
Due punti a vittoria, uno a pareggio, zero a sconfitta.

### Girone D

#### Classifica finale
|  | Pos. | Squadra           | Pt | G | V | N | P | GF | GS | DR |
|  | ---- | ----------------- | -- | - | - | - | - | -- | -- | -- |
|  | 1.   | Juventina Potenza | 10 | 6 | ? | ? | ? | ?  | ?  | ?  |
|  | 2.   | G. Fortunato      | 8  | 6 | ? | ? | ? | ?  | ?  | ?  |
|  | 3.   | Diomede           | 4  | 6 | ? | ? | ? | ?  | ?  | ?  |
|  | 4.   | Muro Lucano       | 2  | 6 | ? | ? | ? | ?  | ?  | ?  |

Legenda:
      Ammesso alla fase finale.
Regolamento:
Due punti a vittoria, uno a pareggio, zero a sconfitta.

## Fase finale

### Semifinali
|                   | Risultati |                   | Luogo e data |
| ----------------- | --------- | ----------------- | ------------ |
| Aurora Montalbano | 1-0       | Venusia           | ?, ? 1950    |
| La Turrita        | 2-3       | Juventina Potenza | ?, ? 1950    |
|                   |           |                   |              |

Finale 3º posto: Venusia 4 - 1 La Turrita 

### Finale
|                   | Risultati |                   | Luogo e data |
| ----------------- | --------- | ----------------- | ------------ |
| Juventina Potenza | 2-2       | Aurora Montalbano | ?, ? 1950    |

Unione Sportiva Juventina Potenza campione regionale lucano dopo sorteggio.